# Prawo osobowe w prawie rzymskim
Prawo osobowe – część wprowadzonego przez Gaiusa podziału prawa na prawo dotyczące osób, rzeczy i skarg (personae, res, actiones). We współczesnych systemach prawnych prawo osobowe wchodzi w skład części ogólnej prawa cywilnego. Osobą w rozumieniu prawa jest każdy, kto został wyposażony przez prawo w zdolność prawną, zwaną też osobowością prawną. Prawo współcześnie przyznaje osobowość prawną każdemu człowiekowi. Ta zasada nie była znana prawu rzymskiemu. Prawo rzymskie, będąc systemem odnoszącym się w głównej mierze do własności rzeczy i wynikających z tego przywilejów i obowiązków, najwięcej norm wyprowadzało właśnie z posiadania określonej osobowości i zdolności prawnej.

## Osoby prawne
Prawo rzymskie nie znało tego terminu, ale stworzyło podstawy teorii osobowości prawnej. Najwcześniej jako podmioty inne niż osoby fizyczne zaczęto traktować gminy miejskie (municipia, civitates), które przed inkorporacją tworzyły osobne państwa. Pomimo utraty samodzielności politycznej zachowały odrębność samorządową oraz sądownictwo i samodzielność gospodarczą, rządząc się w sprawach majątkowych prawem prywatnym. Pretor nadał im zdolność procesową jako samodzielnym podmiotom, które mogły występować w sądzie za pośrednictwem przedstawicieli (actores seus sindici). Na wzór gmin, status podmiotów prawa, zaczęto również przyznawać stowarzyszeniom (societates, collegia, corpora), fundacjom, a po uznaniu chrześcijaństwa za religię państwową również instytucjom kościelnym. W okresie pryncypatu jako osobę prawną zaczęto ostatecznie traktować skarb państwa (najpierw jako aerarium populi Romani a ostatecznie jako fiscus).

## Osoby fizyczne
W prawie rzymskim osobą fizyczną był człowiek od momentu urodzenia, ale tylko wówczas gdy przyszedł na świat żywy a jego ciało wykazywało cechy naturalności. Dziecko poczęte, będące w łonie matki (nasciturus) uważano za jej część i przyjmowano, gdy chodziło o jego korzyści (w szczególności w sprawach spadkowych) fikcję prawną, że już się narodziło. Wyrażała to paremia prawna: nasciturus pro iam nato habetur quotiens de commodis eius agitur – dziecko poczęte uważa się za już narodzone, o ile chodzi o jego korzyści. Dzieci poronione lub zniekształcone nie były uważane za osoby w sensie prawnym.

## Zdolność prawna
Prawo rzymskie wprowadzało rozróżnienie ze względu na posiadaną zdolność prawną. W starożytnym Rzymie zdolność prawna była rozróżniana ze względu na trzy warunki zwane przez jurysprudencję rzymską status. Były to:
1. status libertatis – status wolności, niewoli, wyzwolenia
2. status civitatis – status obywatelstwa – obywatele rzymscy, Latynowie, peregrini
3. status familiae – status określający pozycję w rzymskiej rodzinie.

W starożytnym Rzymie najważniejszym skutkiem uzyskania pełnej zdolności prawnej była możność posiadania własności, dziedziczenia a co za tym idzie, bycia podmiotem zobowiązań. Zdolność tę posiadały osoby sui iuris, w tym mężczyźni niepodlegający niczyjej władzy, zwani pater familias (ojciec rodziny).
Możliwa była zmiana statusu przez osobę cieszącą się wcześniej pełną zdolnością prawną. Takie ograniczenie nazywane było capitis deminutio i wynikało z zaistnienia określonych warunków do których stosowano odpowiednie przepisy prawa rzymskiego. Wyróżnia się:
1. capitis deminutio maxima oznaczające utratę obywatelstwa, wolności i pozycji w rodzinie
2. capitis deminutio media oznaczające utratę obywatelstwa z zachowaniem wolności, było konsekwencją kary wygnania (aquae et ignis interdicto – zakaz wody i ognia), osoba taka stawała się cudzoziemcem (peregrini)
3. capitis deminutio minima oznaczające zmianę pozycji w rzymskiej rodzinie z zachowaniem obywatelstwa i wolności. Wynikało z przysposobienia dziecka (adoptio), emancypacji (emancipatio) z władzy zwierzchnika kognatycznego do władzy zwierzchnika agnatycznego, lub przejścia pod władzę męża (conventio in manum).

Innymi przyczynami wpływającymi na zakres zdolności prawnej były:
1. infamia immediata – uszczuplenie czci wynikające wprost z wykonywania zawodu społecznie pogardzanego (prostytucja, stręczycielstwo, aktorstwo, walki ze zwierzętami) lub dopuszczenia się czynu potępianego w opinii publicznej (bigamia, podwójne zaręczyny, naruszenie czasu żałoby poprzez wczesne, ponowne małżeństwo)
2. infamia mediata – uszczuplenie czci wynikające albo z zasądzenia w publicznoprawnym procesie karnym albo w procesie cywilnym z powództw ujmujących godności (actiones famosae). Należały do nich kradzież (actio furti), rabunek (actio vi bonorum raptorum), zniewaga (actio iniuriarum). Infamujące były również powództwa ze stosunków prawnych wymagających szczególnego zaufania. Należały do nich skargi w ramach opieki (actio tutelae directae), spółki (actio pro socio) oraz depozytu (actio depositi). Infamujące było również dopuszczenie się przez dłużnika niewypłacalności i egzekucji majątku w drodze licytacji.
3. religia – jakkolwiek w okresie przedchrześcijańskim nie miała wpływu na zdolność prawną, tak w pierwszych trzech stuleciach po Chrystusie, ze względu na konflikt z kultem cesarza powodowała przestępstwo obrazy majestatu (crimen laesae maiestatis), a po uznaniu chrześcijaństwa za religię państwową przez cesarza Teodozjusza I (380 r.) była powodem szykan wobec tych, którzy jej nie wyznawali.

W prawie rzymskim ograniczeniu podlegała również zdolność do czynności prawnych. Ograniczenia wynikały z zakładanego braku zrozumienia dla skutków dokonywanej czynności.
Zdolność do czynności prawnych mogła być ograniczana ze względu na wiek osoby dokonującej czynności:
1. infantes – dzieci do 7. roku życia, z uwagi na brak właściwego rozeznania nie miały zdolności do czynności prawnych oraz nie odpowiadały za czyny bezprawne.
2. impuberes – niedojrzali, którzy jednakże osiągnęli pewien poziom umysłowy aby brać udział w obrocie prawnym. Mieli ograniczoną zdolność do czynności prawnych. Mogli bez przeszkód dokonywać czynności przysparzających, ale nie byli zdolni do zawierania tych czynności, które przynosiły im szkodę. Do ważności tych czynności była konieczna zgoda opiekuna (auctoritas tutoris). W przypadku czynności prawnych przysparzająco-obciążających (umowa kupna sprzedaży) do chwili zgody opiekuna utrzymywano skuteczność przysporzenia, obciążenie zawieszając w czasie. Była to czynność prawna kulejąca (negotium claudicans). Sabinianie utrzymywali, że ich zdolność fizyczna każdorazowo powinna podlegać ocenie (inspectio corpores), Prokulianie zaś głosili opinię, która została ostatecznie przyjęta, iż mężczyzna osiągał dojrzałość (pubertas) w wieku 14 lat a kobieta w wieku lat 12.
3. puberes minores viginti quinque annis – dojrzali sui iuris poniżej 25. roku życia mieli na mocy lex Laetoria ochronę przed nadużyciami ze strony oszustów wykorzystujących ich niedoświadczenie i niewiedzę w zakresie spraw prawno-majątkowych.
4. puberes maiores viginti quinque annis – dojrzali sui iuris powyżej 25. roku życia cieszyli się pełną zdolnością do czynności prawnych.

- kobiet sui iuris
- osób chorych umysłowo (furiosi)
- marnotrawców (prodigi).

### Status libertatis
Rzymianie dzielili ludzi (homini) na wolnych z urodzenia (liberi ingenui), niewolnych (servi), półwolnych i wyzwolonych (liberti, libertini).

#### Niewolnicy (servi)
Niewolnicy byli zaliczani do kategorii rzeczy (res mancipi, res vocale lub instrumentum vocale – rzecz mówiąca). Pomimo tego byli też zaliczani do ludzi (słowo homo w Rzymie odnosiło się również do ludzi niewolnych), jednak zupełnie pozbawionymi podmiotowości prawnej oraz władzy decydowania o własnych sprawach. W konsekwencji nie mogli mieć majątku, zawierać małżeństw, być stronami procesowymi itd. Stan niewoli powstawał w wyniku popadnięcia w niewolę nieprzyjacielską (captivitas), dotyczyło to również obywateli Rzymu pojmanych przez nieprzyjaciela (zachowywali ius postliminii, czyli „prawo powrotu”, ich prawa odżywały automatycznie z chwilą powrotu, zmarli w niewoli traktowani byli jako zmarli w chwili popadnięcia w niewolę, by można było dziedziczyć po nich jako po wolnych). Niewolnicy, w których obracano jeńców byli sprzedawani w drodze licytacji lub stawali się własnością państwa (servi publici). Niewolnictwo było dziedziczne (verna – niewolnik narodzony w domu pana), jednakże dziecko zrodzone z niewolnicy, która w czasie trwania ciąży choć przez chwilę była wolna, uzyskiwało status wolnego, nie należało do właściciela matki, ale należało do matki. Był to przejaw sprzyjania wolności (favor libertatis). W stan niewoli popadali również niewypłacalni dłużnicy (nexi), wobec których zastosowano powództwo „legis actio per manus inectionem”, a w efekcie sprzedano ich „poza Tyber” (trans Tiberim). Dotyczyło to również dezerterów z wojska i osób unikających spisu cenzorskiego. Wolność tracili również skazani w procesach publiczno-karnych (servi poenae) na śmierć, pracę w kopalniach (damnatio in metallum) lub walkę z dzikimi zwierzętami (damnatio ad bestias). W okresie pryncypatu w niewolę popadał również ten, który świadomie dał się sprzedać w niewolę w celu uzyskania części ceny (ad pretium participandum). Wolność traciła również kobieta, która pomimo trzykrotnego upomnienia ze strony właściciela, współżyła z jego niewolnikiem. Wszelkie czynności niewolnika były uznawane za czysto faktyczne, pozbawione ochrony prawnej. Czynności podejmowane przez niewolnika mogły polepszać sytuację materialną pana, ale nie mogły jej umniejszyć, chyba że zostały mu zlecone przez pana. Wolność w starożytnym Rzymie nie była traktowana jako prawo przyrodzone, ale jako prawo nadane przez społeczeństwo.

##### Peculium
Peculium (od pecus – bydło) stanowiło wydzieloną niewolnikowi przez właściciela część majątku, którą mógł samodzielnie zarządzać. W tej sytuacji, niewolnik w obrocie prawnym występował w imieniu właściciela. Peculium – pozostające nadal własnością wydzielającego, który mógł je odwołać (ademptio peculii) – miało charakter motywacyjny, a niewolnik zyskiwał w zakresie tej instytucji ograniczoną zdolność prawną. Praktykowane były umowy, w których właściciel zobowiązywał się do wyzwolenia niewolnika, jeśli ten powiększy peculium o określoną wartość.
Peculium było też wydzielane osobie alieni iuris przez jej zwierzchnika familijnego. Zobowiązań zaciągniętych przez niewolnika lub będącego pod władzą głowy rodziny jej członka dochodzono poprzez actiones adiecticiae qualitatis.

##### Wyzwolenie (manumissio)
Cechą charakterystyczną starożytnego Rzymu była możliwość wyzwolenia. Tej cechy nie było w ustrojach późniejszych.  W Rzymie wyzwolenie nadawało niewolnikowi status wyzwoleńca. Mogło mieć charakter formalny poprzez dokonanie zapisu testamentowego (manumissio testamento), wpisu przez cenzora na listę obywateli (manumissio censu) lub przez postępowanie przed organem rzymskiej władzy państwowej (manumissio vindicta) oraz przez złożenie odpowiedniego oświadczenia wobec biskupa i gminy chrześcijańskiej (manumissio in eclesiae). Wyzwolenie mogło się również odbyć w sposób nieformalny przez dopuszczenie do stołu jako współbiesiadnika (manumissio per mensam), przez oświadczenie w obecności przyjaciół – świadków (manumissio inter amicos), lub w liście wyzwoleńczym do niewolnika (manumissio in epistula). Wyzwolenie nieformalne nie zmieniało statusu prawnego, ale chroniło przed ponownym wtrąceniem do niewoli dzięki możliwości zgłoszenia zarzutu procesowego. Wyzwolonych w ten sposób ochraniało prawo pretorskie (ius honorarium).
Na wyzwoleńcach ciążyły obowiązki wobec patrona – byłego właściciela (operae liberorum). Wyzwoleniec był zobowiązany do posłuszeństwa (reverentia) patronowi i świadczeń na jego rzecz (do czego był zobowiązany wpierw przysięgą sakralną iusiurandum libertii przed wyzwoleniem i następnie cywilną operarum iurata promisso jako wyzwolony), a w sytuacji popadnięcia patrona w niedostatek nawet łożyć na jego utrzymanie (analogiczny obowiązek alimentacyjny ciążył również na patronie wobec wyzwoleńca pozbawionego środków do życia). Patron był również jedynym dziedzicem wyzwoleńca (w przypadku gdy ten nie pozostawił spadkobierców). Skargi przeciw patronowi mógł wyzwolony wnosić tylko za zgodą pretora, przy czym skargi infamujące były wykluczone. Libertus ingratus („niewdzięczny wyzwoleniec”) mógł być przywrócony do stanu niewoli (revocatio in servitutem). W wyjątkowych sytuacjach wyzwoleńcy mogli być uznani za wolno urodzonych (restitutio natalium), a nawet zostać obywatelami Rzymu (ius aureorum anulorum dosł. prawo noszenia złotych pierścieni).

#### Osoby półwolne
Do grupy osób półwolnych zalicza się te osoby, które były wolne według prawa, jednakże sytuacja faktyczna spowodowała pewne ograniczenia w korzystaniu przez nie z przysługujących im praw. Byli to:
- Osoby in mancipio, wobec których zastosowano zmianę patria potestas
- Koloni (coloni), dzierżawcy rolni, początkowo wolni, którzy w okresie późnego cesarstwa zostali na stałe przypisani do ziemi (glebae adscripti). W podobnej sytuacji znajdowali się mercenarii, pracownicy najemni przypisani do miejsca pracy.
- Homo liber bona fide serviens, tj. człowiek wolny służący w dobrej wierze jako niewolnik u rzekomego właściciela
- Addicti, tj. dłużnicy przysądzeni egzekucji osobistej oraz nexi, osoby uwięzione w wyniku niewywiązania się z pożyczki.
- Redempti ab hostibus „wykupieni od wrogów”, tzn. z niewoli wojennej, pozostawali w zależności u wykupującego do czasu zwrotu, odpracowania lub darowania długu
- Auctorati, tj. ludzie wolni którzy sami wynajęli się jako gladiatorzy (często byli to weterani).

### Status civitas
Obywatele i nieobywatele byli dwiema odrębnymi kategoriami osób. Ze względu na panującą powszechnie w starożytnym świecie zasadę personalności prawa (w przeciwieństwie do dominującej współcześnie zasady terytorialności prawa), przebywający na terenie państwa rzymskiego obywatele i nieobywatele podlegali prawu wynikającemu z tytułu pochodzenia.

#### Obywatele (cives)
Obywatele rzymscy (cives Romani) posiadali najszerszy katalog uprawnień zarówno w zakresie prawa publicznego, jak i prywatnego. Posługiwali się antycznym prawem Kwirytów (ius quiritum), i prywatnym prawem Rzymu (ius civile). Status obywatela zyskiwało się bądź przez urodzenie z prawego małżeństwa (iustum matrimonium) bądź przez nadanie (nie dotyczyło to kręgu peregrini deditici). Obywatele posiadali szereg uprawnień zarówno prywatnoprawnych, jak i publicznych. Były to:
- legis actio – prawo występowania w procesie na podstawie roszczeń z ius civile
- ius suffragii – prawo do uczestniczenia i głosowania na zgromadzeniach narodowych
- ius quiritum – bycie podmiotem rzymskiej własności kwirytarnej
- ius commercii – prawo dokonywania czynności uznawanych przez ius civile
- ius honorum – bierne prawo wyborcze do wszystkich urzędów municypalnych
- ius legio – prawo i obowiązek służby w legionach
- ius conubii – prawo zawierania ważnie rzymskiego małżeństwa
- tria nomina – prawo do trójczłonowego nazwiska rzymskiego (praenomen, nomen, cognomen)
- testamenti factio activa (pasiva) – prawo sporządzenia spadku i bycia spadkobiercą.

Obywatelstwo civitates Romani traciło się z reguły w wyniku utraty statusu libertatis lub w wyniku banicji (aeque et ignis interdicto).

#### Latynowie
Latynami w prawie rzymskim określano zarówno etnicznych Latynów, mieszkańców Lacjum, jak i inne grupy mieszkańców Imperium, do których stosowano przepisy prawa dotyczące etnicznych Latynów. Do grupy tej zaliczano:
- Latini prisci (Latynowie dawni) – mieszkańcy Lacjum i związku miast latyńskich, posiadali uprawnienia commercium, legis actio, ius suffragii i conubii, nie posiadali uprawnień ius honorum Przysługiwało im ius migrandi, prawo uzyskiwania obywatelstwa rzymskiego tylko poprzez osiedlenie się w Rzymie. Obywatelstwo uzyskiwali również przez objęcie wysokiego stanowiska w swojej gminie lub przynależności do rady miejskiej jako decuriones
- Latini coloniarii (Latynowie kolonialni) – mieszkańcy kolonii pod rządem prawa latyńskiego;
- Latini Iuniani (Latynowie juniańscy) – wyzwoleńcy wyzwoleni nieformalnie na podstawie prawa pretorskiego nieposiadający prawa przysługującego obywatelom Rzymu.

#### Peregryni
Peregrini – cudzoziemcy, obcokrajowcy, obcy, były to wolne osoby niebędące obywatelami rzymskimi ani Latynami, mieszkający na terytorium państwa rzymskiego lub poza jego granicami. Wśród Peregrynów wyróżnia się dwie grupy różniące się od siebie w zakresie przysługujących im praw. Byli to:
- peregrini certae civitatis – mieszkańcy gmin, państw, które uznały zwierzchność Rzymu, a w zamian uzyskały autonomię administracyjną i sądowniczą. W stosunkach wewnętrznych rządzili się swoimi prawami, natomiast w relacji z Latynami lub Rzymianami obowiązywało ius gentium.
- peregrini dediticii – cudzoziemcy, którzy skapitulowali (deditio), i których tereny zostały w wyniku podboju włączone do Imperium Romanum jako grunt publiczny (ager publicus). Mieli jedynie dostęp do niektórych urządzeń ius gentium. Do tej kategorii włączano również wyzwoleńców, którzy popełniali ciężkie przestępstwo.

#### Constitutio Antoniniana
W 212 r. cesarz Karakalla wydał konstytucję (tzw. Edykt Karakalli), którą nadał obywatelstwo rzymskie wszystkim wolnym mieszkańcom państwa. Tym samym rozciągnął przywilej niewielkiej grupy społecznej na ludność prowincji. Jednakże nie dotyczył on peregrini dediticii, którzy obywatelstwo rzymskie otrzymali w 530 na mocy ustawy cesarza Justyniana.

#### Osobysui iurisialieni iuris
W prawie rzymskim zdolność prawną rozróżniano również w oparciu o status zajmowany w obrębie rodziny (status familiae). Człowiek wolny i obywatel mógł zajmować w rodzinie pozycję osoby bądź to niepodlegającej niczyjej władzy (sui iuris), bądź też poddanej czyjejś władzy (alieni iuris). Jeżeli osobą sui iuris był mężczyzna, nosił wówczas miano pater familias. Status osoby sui iuris nie zależał ani od wieku, ani faktycznej pozycji rodzinnej (w tym posiadania dzieci). Pozycję tę mogła mieć również kobieta, nie mogła jednak być zwierzchnikiem rodziny. Do kategorii alieni iuris zaliczano: synów (filii familiae), córki (filiae familiae), zstępnych (descendantes), dzieci adoptowane (adoptio), osoby in mancipio, żony — jeśli weszły pod władzę (manus) męża — oraz niewolników.

## Czynności prawne
Zarówno w czasach rzymskiej jurysprudencji, jak i dzisiaj, osoby posiadające zdolność prawną mogły być podmiotami prawa w zakresie czynności prawnych. Czynność prawna to oświadczenie woli zmierzające do powstania, zmiany lub zgaśnięcia stosunku prawnego. Wola może być okazana w sposób formalny lub nieformalny. Oświadczenie nieformalne może być dokonane bezpośrednio lub w sposób dorozumiany (per facta conludentia). Czynności prawne można podzielić na:
- jednostronne i dwustronne
- między żyjącymi (inter vivos) i na wypadek śmierci (mortis causa)
- rozporządzające i zobowiązujące
- odpłatne i nieodpłatne (darme)
- przyczynowe (tradycja) i abstrakcyjne (mancypacja).

Skutkiem czynności prawnej może być nabycie, zmiana lub utrata jakiegoś prawa podmiotowego. Nabycie prawa może mieć charakter pierwotny lub pochodny (derywatywny). Pierwotnym sposobem nabycia prawa było zawłaszczenie rzeczy niczyjej (occupatio). Nabycie pochodne (succesio) dotyczyło sytuacji w której prawo przenoszone było od innej osoby. Takie nabycie mogło mieć charakter uniwersalny (succesio universalis) lub syngularny (succesio singularis). Nabyciem uniwersalnym gdzie nabywający na podstawie jednej czynności prawnej nabywał całość praw majątkowych było dziedziczenie. Nabycie syngularne z kolei dzieliło się na translatywne (kiedy przenoszone prawo nie przekształcało się i przechodziło w całości, w niezmienionym kształcie) lub konstytutywne (kiedy w wyniku czynności prawnej dochodziło do ukonstytuowania się nowego, węższego, prawa, np. prawa emfiteuzy na czyjejś własności).
Czynność prawna mogła być bezwzględnie nieważna z mocy prawa (ex lege), z powodu braku istotnych wymogów lub ważna, ale wzruszalna. Nieważność bezwzględna następowała wskutek:
- braku zdolności do czynności prawnych
- sprzeczności oświadczenia woli z prawem lub dobrymi obyczajami
- zaistnienia niektórych wad oświadczenia woli
- niedochowania formy.

Czynność prawna mogła być ważna, ale wzruszalna, o ile osoba zainteresowana (uprawniona) nie wystąpiła we wskazanym terminie celem jej unieważnienia. Taką uprawnioną osobą był kontrahent w sytuacji podstępu (dolus) lub bojaźni (metus) lub też osoba trzecia, która na skutek czynności prawnej doznała szkody. Na skutek zaczepienia takiej czynności mogło nastąpić unieważnienie z mocą wsteczną (ex tunc) albo od chwili unieważnienia (ex nunc). W prawie rzymskim, w zasadzie, czynności bezwzględnie nieważnej nie można było uzdrowić wedle zasady quod ab initio vitiosum est non potest tractu temporis convalescere („co od początku jest wadliwe, nie może być uzdrowione z upływem czasu” Digesta 50,17, 29 i 210). W sytuacjach wyjątkowych dopuszczano jednak możliwość konwalidacji (uzdrowienia, konwalescencji) bądź konwersji (przekształcenia) czynności prawnej. Przykładem konwalidacji jest nieważna darowizna pomiędzy małżonkami, która w wyniku śmierci małżonka – darczyńcy stawała się czynnością prawnie ważną. Przykładem konwersji jest utrzymanie nieważnego testamentu w mocy jako kodycylu. Czasem czynność prawna stawała się ważna dopiero po zatwierdzeniu jej przez samego działającego (np. po osiągnięciu pełnoletności) lub przez inną osobę (ratihabitaio). Zatwierdzeniu przez opiekuna wymagały zobowiązania pupila.
Oświadczenie woli będące podstawą czynności prawnej mogło być wadliwe. Niezgodność oświadczenia woli z wolą wewnętrzną mogła być świadoma lub nieświadoma.
W prawie rzymskim świadoma niezgodność oświadczenia woli z wolą wewnętrzną zachodziła w wypadku:
- oświadczenia nie na serio (dla żartu per iocum), oświadczenie np. o zawarciu małżeństwa dokonane na scenie, w trakcie spektaklu, pomiędzy aktorami; także oświadczenia uczynione dla przykładu (demonstrandi intellectus causa)
- symulacji (negotium simulatium) bezwzględnej, kiedy strony ustalały, że dokonanie przez nich fingowanego oświadczenia woli nie spowoduje dla nich żadnych skutków prawnych (zawarcie małżeństwa dla nazwiska)
- symulacji względnej, tzw. dyssymulacji, kiedy oświadczenia woli miały powodować inne skutki niż te które wynikały literalnie z czynności (dokonanie aktu kupna-sprzedaży pod aktem darowizny)
- zastrzeżenia potajemnego (reservatio mentalis), które było jednostronnym przemilczeniem niezgodności woli zewnętrznej i wewnętrznej, nie miało znaczenia prawnego.

Według prawa justyniańskiego czynność symulowana bezwzględnie była nieważna, natomiast czynność ukryta (dyssymulowana) była ważna, o ile nie była sprzeczna z prawem lub dobrymi obyczajami (boni mores).
Nieświadoma niezgodność pomiędzy wolą a oświadczeniem zachodziła natomiast w wypadku;
- pomyłki (lapsus) – kiedy oświadczający wolę nie rozumiał swojego własnego oświadczenia, nie chciał go złożyć a oświadczył co innego niż zamierzał (lapsus linguae – pomyłka językowa, brak zrozumienia języka)
- błędu (error) – kiedy dochodziło do mylnego wyobrażenia o rzeczywistym stanie rzeczy (pomyłka co do różnych okoliczności lub błędne wyobrażenie co do treści czynności).

Jurysprudencja rzymska wyróżniała następujące błędy:
- error in negotio – błąd co do rodzaju czynności prawnej (podpisanie darowizny z myślą, że to umowa kupna-sprzedaży)
- error in persona – błąd co do tożsamości osoby (błędne powołanie do spadku)
- error in corpore – błąd dotyczący tożsamości przedmiotu (ktoś kupił ocet sądząc, że to wino)
- error in substantia/materia – błąd co do substancji (ktoś kupował kielich pozłacany myśląc, że to złoto)
- error in qualitate – błąd co do jakości (ktoś kupował wino dobre, a w rzeczywistości było ono zepsute)
- error in nomine – błąd co do nazwy, zachodził w przypadku niewłaściwego oznaczenia przedmiotu (falsa demonstrando).

Błąd pomiędzy wolą a jej zewnętrznym oświadczeniem mógł również wynikać z nieznajomości prawa (ignorantia iuris) lub z mylnego wyobrażenia co do obowiązującego prawa (error iuris). W niektórych wypadkach, wyjątkowo, wobec osób o nikłym poziomie rozwoju intelektualnego lub małoletnich, kobiet, wieśniaków (rustici) czy żołnierzy uwzględniano możliwość popełnienia błędu co do stanu prawnego.
Wolę zawarcia czynności prawnej wywoływały różne pobudki. Co do zasady nie miały one znaczenia (falsa causa non nocet – błędna pobudka nie szkodzi) jednak w prawie pretorskim wyjątek od tej zasady stanowiły:
- dolus – podstępne, świadome działanie w złym zamiarze, w celu oszukania drugiej osoby
- metus – sytuacja w której do zawarcia czynności prawnej dochodziło w wyniku obawy wywołanej groźbą (vis ac metus). W tym przypadku zajmowano się wyłącznie przymusem psychicznym (vis compulsiva), gdyż przymus fizyczny (vis absoluta) nie wywoływał żadnych skutków prawnych.

Zarówno dolus, jak i metus były to tzw. przestępstwa pretorskie (delicta praetoria). W obu przypadkach, prawo pretorskie chroniło poszkodowanych dając im specjalną ochronę w postaci środków procesowych do których należały:
- actio de dolo – skarga ta przysługiwała temu kto już wykonał zobowiązanie, mógł jednak dochodzić wyrównania szkody, zasądzenie zaś powodowało infamię.
- exceptio doli – środek ten przysługiwał temu który nie wykonał jeszcze świadczenia wynikającego z podstępu, ale został pozwany do tego przez nieuczciwego kontrahenta
- restitutio in integrum propter dolum – poszkodowany za pomocą tego środka mógł dochodzić przywrócenia do stanu sprzed dokonania oszukańczej czynności prawnej.
- actio quod metus causa – była skargą wobec osoby grożącej oraz osób odnoszących korzyści z tej groźby, dozwalała zasądzenie poczwórnej (quadruplum) wartości wyrządzonej szkody.
- exceptio quod metus causa – był to zarzut procesowy przeciwko powodowi pozywającemu o realizację wymuszonej groźbą czynności prawnej.
- restitutio in integrum propter metum – podobnie jak w przypadku dolus, można było na tej podstawie dochodzić przywrócenia do stanu sprzed dokonania wymuszonej groźbą czynności prawnej.

### Treść czynności prawnych
W treści czynności prawnych można wyróżnić następujące elementy.
- essentialia negotii – elementy przedmiotowo istotne, niezbędne do powstania danej czynności prawnej (przy umowie kupna sprzedaży było to porozumienie co do przedmiotu i ceny). Były regulowane przez normy prawa bezwzględnie obowiązujące (ius cogens)
- naturalia negotii – elementy przedmiotowo nieistotne, zależały od woli stron. Były regulowane przez normy prawa względnie obowiązujące (ius dispositivum)
- accidentalia negotii – dodatkowe postanowienia szczególne, klauzule, istotne dla stron, wprowadzane do treści czynności prawnych.

Do najczęściej stosowanych klauzul accidentalia negotii należały warunki, termin i polecenie:
- condicio suspensiva – warunek zawieszający (np. otrzymasz książkę, jeśli zdasz egzamin)
- condicio resolutiva – warunek rozwiązujący (przestanę wypłacać stypendium, jeśli nie zdasz)
- condicio potestativa – warunek potestatywny, działanie zależne od woli osoby działającej (podaruję ci książkę, jeśli wyjedziesz)
- condicio casualis – warunek kazualny, losowy, niezależny od woli warunkowo uprawnionego (dam ci obraz, jeśli jutro spadnie śnieg)
- condicio mixta – warunek mieszany zależny częściowo od woli uprawnionego a częściowo od przypadku (dam ci nieruchomość, jeśli ożenisz się jesienią z Kalpurnią)
- warunek pozytywny – przysparzający (dam ci 100 sesterców, jeśli Paulus zostanie cenzorem)
- warunek negatywny – umniejszający (dam ci 100 sesterców, jeśli Paulus nie zostanie cenzorem)
- dies a quo – termin zawieszający, czyli początkowy, z którego upływem następuje skuteczność czynności prawnej (student wynajmie mieszkanie od 1 października)
- dies ad quem – termin rozwiązujący, czyli końcowy, z którego upływem ustaje skuteczność czynności prawnej (student wynajmie mieszkanie do 1 października)
- modus – polecenie, oznaczało klauzulę, zawartą w czynności przysparzającej nieodpłatnej, nakładającą na osobę otrzymującą przysporzenie (darowizna, spadek, rozporządzenia ostatniej woli, wyzwolenia) obowiązek pewnego zachowania się.

Czynność prawna może być również dokonana za pośrednictwem zastępcy. W prawie rzymskim nie wykształciła się forma zastępstwa bezpośredniego polegającego na tym że zawarcie aktu prawnego następuje w imieniu i w interesie drugiej osoby (dzisiaj w prawie cywilnym zwanego przedstawicielstwem). Wynikało to z faktu iż w rzymskim systemie patria potestas czynności dokonane przez osoby alieni iuris właściwie nie mogły być kwestionowane, szczególnie w zakresie przysparzającym. Było natomiast w prawie rzymskim praktykowane zastępstwo pośrednie. Zastępca dokonywał czynności prawnej wprawdzie w interesie osoby zastępowanej, ale we własnym imieniu. Przeniesienie nabytych przez zastępcę praw lub obowiązków następowało w drodze nowej, dodatkowej czynności prawnej. Do grupy zastępców pośrednich należeli: cognitor i procurator w procesie formułkowym, tutor i curator w prawie rodzinnym, mandatarius w prawie obligacyjnym. Osoby prawne reprezentował syndicus. Zastępcą nie był posłaniec (nuntius), który nie oświadczał w ogóle swojej woli, a był jedynie narzędziem do przekazywania oświadczenia woli osoby posyłającej go.